# Domina (serie de televisión)
Domina es una serie de televisión dramática histórica británico-italiana creada y escrita principalmente por Simon Burke para Sky Atlantic (Italia) y Sky Atlantic (Reino Unido). Protagonizada por Kasia Smutniak como Livia Drusilla, examina las luchas de poder de la Antigua Roma desde una perspectiva femenina. La serie se estrenó el 14 de mayo de 2021 en Italia y Reino Unido. MGM+ renovó Domina para una segunda temporada, que se estrenó el 9 de julio de 2023 en Estados Unidos. En España se estrenó el 31 de octubre de 2023 por la plataforma de pago de Movistar Plus+.También se encuentra disponible en la plataforma de streaming Max (ex HBO). Fue cancelada en 2024, luego de dos temporadas.

## Premisa
La serie narra la vida y el ascenso de Livia Drusilla, la poderosa esposa del emperador romano Augusto César.

## Reparto

### Principal
| - Kasia Smutniak como Livia - Nadia Parkes como la joven Livia (temporada 1) - Meadow Nobrega como la pequeña Livia (recurrente temp. 1) - Matthew McNulty como Cayo - Tom Glynn-Carney como el joven Gaius (temporada 1) - Ben Batt como Agripa (temporadas 1-2) - Oliver Huntingdon como el joven Agripa (temporada 1) - Christine Bottomley como Escribonia - Bailey Spalding como la joven Escribonia (temporada 1) - Colette Dalal Tchantcho como Antígona (temporada 1) - Melodie Wakivuamina como la joven Antígona (temporada 1) - Annelle Olaleye como la pequeña Antígona (invitada temporada 1) - Claire Forlani como Octavia (temporada 1-2) - Alexandra Moloney como la joven Octavia (temporada 1) - Enzo Cilenti como Tiberio Nerón (temporada 1 y 2) | - Peter Campion como Druso (temporada 1) - Darrell D'Silva como Pisón - Tom Forbes como Sexto (temporada 1) - Liam Garrigan como Marco Antonio (temporada 1) - Liam Cunningham como Livio (temporada 1) - Alex Lanipekun como Tycho - Isabella Rossellini como Balbina (temporada 1) - Finn Bennett como Marco Claudio Marcelo (temporada 1) - Youssef Kerkour como Mecenas (temporada 1) - Merch Husey como el joven Mecenas (invitada temporada 1) - Liah O'Prey como Julia - David Avery como Domicio (temporada 2) - Benjamin Isaac como Tiberio (series 2) - Earl Cave como el joven Tiberio (temporada 1) - Joelle como Vipsania (temporada 2) - Alexandra Moen como Turia (temporada 2) |

### Recurrentes
| - Kevin Lettieri como Vinio (temporada 1) - Naike Anna Silipo como Prima (temporada 1) - Roland Litrico como Thelo (temporada 1) - Lex Shrapnel como Craso (temporada 1) - Anthony Barclay como Corvino (temporada 1) - Salvatore Palombi como Murena (temporada 1) - Ewan Horrocks como Druso - Oliver Dench (temporada 1) - Alaïs Lawson como Marcela - Claudia Stecher como Fortunata (temporada 1) - Pedro Leandro como Aprio (temporada 1) | - Yuliia Sobol como Gemina (temporada 2) - Mia Jenkins como Ursa (temporada 2) - Hannah Chinn como Antonia la Mayor (temporada 2) - Emma Canning como la joven Antonia Mayor (temporada 1) - Isabelle Connolly como Antonina (temporada 2) - Beau Gadsdon como la joven Antonia (temporada 1) - Ethan Moorhouse como Vistilius (temporada 2) - Elliot Barnes-Worrell como Vilbia (temporada 2) - Nathan Welsh como Musca (temporada 2) - Lilit Lesser como Aurelia (temporada 2) - Fabrizio Romagnoli como Estrabón (temporada 2) |

### Invitados
- Alana Boden como Porcia

| - Adelmo Fabo como Archias - Daniel Caltagirone como Lépido - Brian McCardie como Cicerón - Melissa Di Cianni como Publilia - Sergio Basile como Salasso - Gerard Monaco como Dacio - Emily Bevan como Herennia - Greg Hicks como Asprenas - Anthony Calf como Sabino - Giuditta Niccoli como Alfidia - Nuvoletta Lucarelli como Hilarica - Martina Galletta como Ursula - Ettore Marrani como Musa - Philip Arditti como Primo - Dolores Carbonari como Valeria | - Alessandro Epifani como Arato - Edmund Wiseman como Sículo - Edward Franklin como Elva - Wolf Danny Homann como Ballomar - Alex Walton como Galo - Jack Brett Anderson como Graco - Eva Young como Aelina |

## Producción
Escrito por Simon Burke, la directora principal es la cineasta australiana Claire McCarthy. El rodaje de Domina se reanudó en los estudios Cinecittà de Roma en julio de 2020 tras retrasos iniciales desde el comienzo en 2019 a causa de la pandemia de COVID-19. El título del programa proviene de la versión femenina de 'dominus', el antiguo título romano para indicar la autoridad, y del que provienen las palabras «dominio» y «dominar». Como señala Nicola Maccanico (vicepresidente ejecutivo de programación de Sky Italia), Domina es una producción internacional con fuertes raíces italianas. La antigua Roma vuelve a la vida reuniendo en Cinecittà los grandes valores artísticos internacionales y los mejores talentos italianos del sector: el vestuario fue diseñado por Gabriella Pescucci, el diseño de producción es de Luca Tranchino.
En febrero de 2022, Epix (más tarde rebautizada como MGM+ ) renovó el programa para una segunda serie.

## Emisión
La serie se lanzó en su totalidad el 14 de mayo de 2021 en Sky Box Sets y NOW en Italia y el Reino Unido. Se estrenó en televisión el mismo día en Sky Atlantic (Italia) y Sky Atlantic (Reino Unido).
En Estados Unidos, la serie se estrenó el 6 de junio de 2021 en Epix. En Australia, la serie se transmite en el servicio Stan.
La segunda serie se estrenó el 9 de julio de 2023 en MGM+ en EE. UU., el 10 de julio en Australia, y el 8 de septiembre en Italia y el Reino Unido.

## Recepción de la crítica
La serie ha recibido críticas en su mayoría positivas de los críticos. En Rotten Tomatoes, la serie tiene un índice de aprobación del 78% según 9 reseñas, con una puntuación promedio de 6,3/10. Suzi Feay en The Financial Times apodó la serie "Juego de romanos". El historiador Tom Holland en The Times estuvo de acuerdo en que "Los ecos de Juego de Tronos en los dos primeros episodios son fuertes y seguramente deliberados... el resto de la serie se aproxima más a un thriller político". Holland elogió el programa: “la esencia de la serie está hecha de manera tan agradable que el extraño anacronismo apenas importa. Los años 20 a.C., intercalados entre los suicidios de Antonio y Cleopatra y la madurez de Augusto, nunca antes habían sido objeto de un drama popular, pero Domina demuestra con brillantez lo injustamente descuidados que han sido... Parte de la diversión de la serie es ver personajes que se convirtieron en actores importantes en las últimas décadas de la vida de Augusto cuando era adolescente”.